# Amblyraja robertsi
Amblyraja robertsi (лат.) — малоизученный вид хрящевых рыб семейства ромбовых скатов отряда скатообразных. Обитают в юго-восточной части Атлантического океана между 33° ю. ш. и 34° ю. ш. Встречаются на глубине до 1350 м. Их крупные, уплощённые грудные плавники образуют диск в виде ромба со заострённым рылом. Максимальная зарегистрированная длина 100 см. Откладывают яйца. Не являются объектом целевого промысла. 

## Таксономия
Впервые вид был научно описан в 1970 году как Raja robertsi. Вид назван в честь Дугласа Робертса, который способствовал исследованиям. Голотип представляет собой самца длиной 77,3 см, пойманного в водах ЮАР (33°51′ ю. ш. 17°14′ в. д.) на глубине 1350 м. 

## Ареал
Эти батидемерсальные скаты обитают у побережья ЮАР. Встречаются на глубине от 1150 до 1350 м.

## Описание
Широкие и плоские грудные плавники этих скатов образуют ромбический диск с треугольным рылом и закруглёнными краями. На вентральной стороне диска расположены 5 жаберных щелей, ноздри и рот. На тонком хвосте имеются латеральные складки. У этих скатов 2 редуцированных спинных плавника и редуцированный хвостовой плавник.      
Рыло жёсткое, треугольной формы, крупный рот по длине почти равен рылу. Хвост короче диска. Диск голый за исключением крупных шипов с звездчатыми основаниями вокруг глаз, на плечах и вдоль срединной линии спины и хвоста. Окраска дорсальной поверхности серого цвета, вентральная поверхность белая с пятнами.  Максимальная зарегистрированная длина 100 см, а ширина диска 73 см.      

## Биология
Вероятно, подобно прочим ромбовым эти скаты откладывают яйца, заключённые в жёсткую роговую капсулу с выступами на концах. Эмбрионы питаются исключительно желтком. Скорее всего, они медленно растут, имеют большую продолжительность жизни и низкую плодовитость.  

## Взаимодействие с человеком
Эти скаты не являются объектом целевого промысла. Глубоководный промысел в ареале отсутствует. Международный союз охраны природы  присвоил виду охранный статус «Вызывающий наименьшие опасения».